# Paul-Louis Husson
Paul-Louis Husson, francoski general, * 1878, † 1963.